# Ernst Stavro Blofeld
Ernst Stavro Blofeld es un personaje de ficción y supervillano del mundo de James Bond, donde es el jefe de la organización criminal conocida como SPECTRE, es referido como Número 1 en la posición numérica oficial de sus miembros. Un malvado genio, con aspiraciones de dominar el mundo, es el archienemigo del agente secreto británico 007.

## Biografía (Novelas)

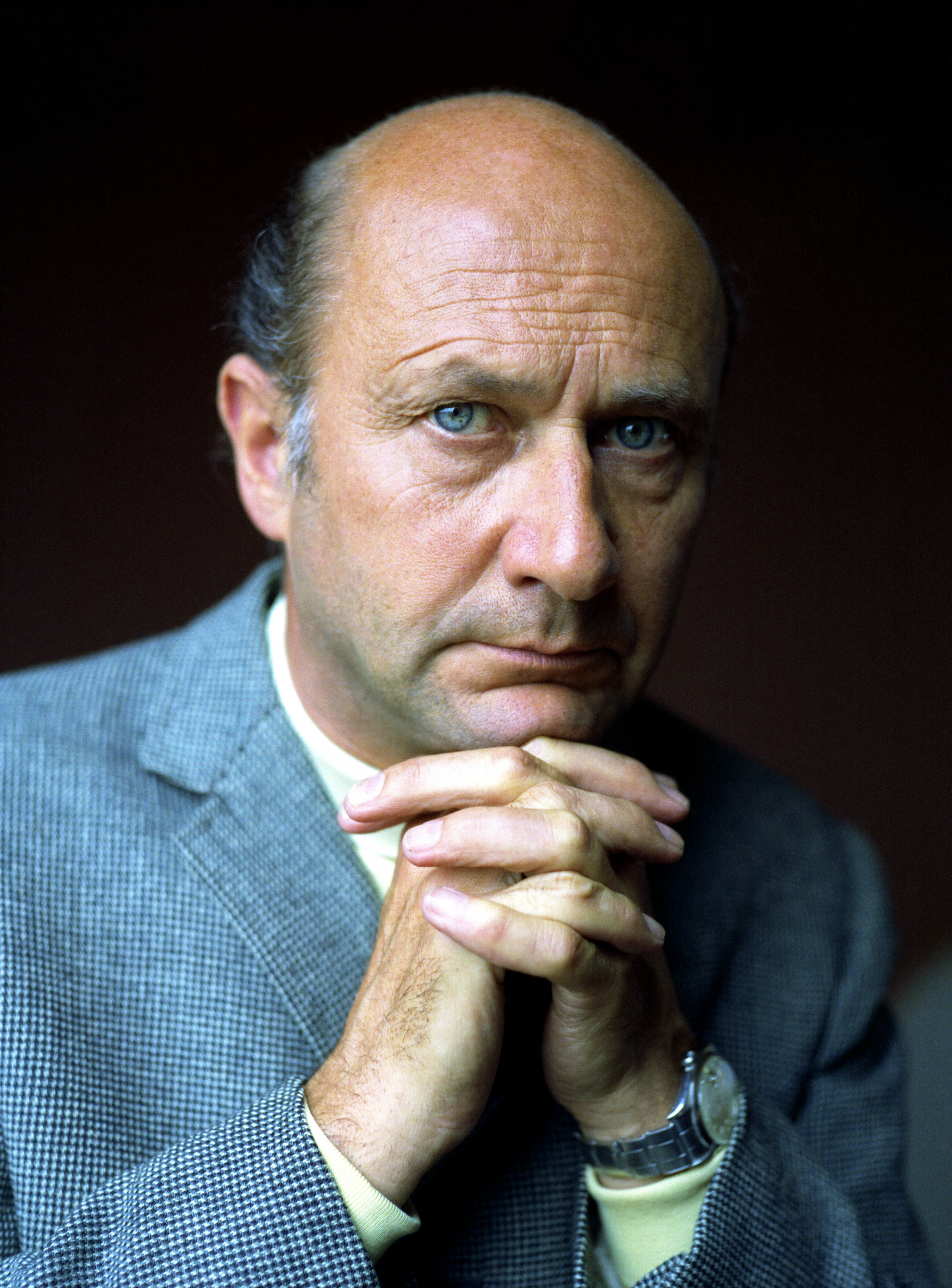
Donald Pleasence, quien interpretó a Enrst Stavro Blofeld en Sólo se vive dos veces

Lo describió Fleming como un polaco de ascendencia griega, alto y con una gran panza. Trabajó en la Bolsa de Varsovia. Aunque Fleming no lo confirmara, es aceptado que Blofeld se basó en el vendedor de armas griego Basil Zaharoff.
La primera aparición de Blofeld ocurre en la narración Operación Trueno, donde se descubre que es el jefe de SPECTRE, también es llamado "Número 1" (por razones de seguridad) y deja a "Numero 2", Emilio Largo, encargado de la operación Plan Omega. En esta novela Blofeld escapa tras ser avisado por Largo que puede estar en peligro. Se señala que Ernst nació el 28 de mayo de 1908 en Gdingen, durante la existencia del Imperio Alemán (actualmente Polonia).
En Al servicio secreto de Su Majestad, Blofeld se oculta en los Alpes Suizos bajo la identidad del Conde de Bleuville intentando formar un virus que puede destruir cultivos de Inglaterra. Al final de la novela Blofeld asesina a Tracy (esposa de Bond) y escapa nuevamente.
En Sólo se vive dos veces, Blofeld con SPECTRE prácticamente destruido se hace pasar por el Dr. Guntram Shatterhand. Cuando Bond lo descubre lo ahorca y asfixia provocándole la muerte.

## Películas
Blofeld aparece en Desde Rusia con Amor y en Operación Trueno, pero simplemente como jefe de SPECTRE. En estas películas no se ve su cara y simplemente es conocido como el "Número 1".
En Sólo se vive dos veces, Blofeld revela su cara por primera vez y (con la actuación de Donald Pleasence) intenta provocar una guerra entre Estados Unidos y la Unión Soviética. En esta película Blofeld pronuncia su frase más memorable: "Kill Bond, Now" (traducido como "Mate a Bond, ahora"). En la parte final mata a su secuaz Sr. Osato tras fracasar y cuando va a matar a Bond, el Tigre Tanaka le lanza una estrella ninja en la mano que hace fracasar su intento. Sin embargo, al final Blofeld hace explotar su base con un interruptor. Curiosamente en esta película, Blofeld iba a ser interpretado por el actor polaco Jan Werich elegido por el productor Harry Saltzman pero el director Lewis Gilbert y el productor Albert R. Broccoli no estuvieron de acuerdo con tal elección dado que Werich no tenía un aspecto amenazante por lo que se reemplazó a último momento por Donald Pleasence.
En Al servicio secreto de Su Majestad, Blofeld (interpretado por Telly Savalas) se oculta en Piz Gloria ubicada en los Alpes Suizos, donde intenta sintetizar un virus que mataría a millones de personas. Al final de la película Bond le rompe el cuello estrellándolo contra unas ramas tras una batalla en trineo que parece matarle. Pero se venga al conducir el auto con el que Irma Bunt asesina a Tracy, la recién desposada pareja de Bond.
En Diamonds Are Forever, Blofeld (Charles Gray) hace su última aparición, esta vez intentando destruir diversas zonas de Estados Unidos. En la parte final Blofeld, al intentar escapar en un minisubmarino, es acorralado por Bond, quien lo estrella contra la base haciendo explotar la misma y dejando el destino de Blofeld ambiguo, pues no se sabe si logra escapar, ya que queda metido en el minisubmarino que se encuentra suspendido en el aire mientras la base explota.
El final incierto de Blofeld se resuelve en los pre-títulos de For Your Eyes Only, donde un hombre calvo y con un gato como el de Blofeld, aunque sin mostrar su rostro, busca vengarse de Bond por dejarlo discapacitado en silla de ruedas. No obstante Bond se deshace de él arrojándolo a una chimenea de una fábrica poco después de visitar la tumba de su esposa, asesinada casualmente por órdenes de Blofeld. Se supone que este final resolvería el tema de la muerte de Blofeld, que quedó tan poco clara en su última aparición. Sin embargo aquí no se le acredita debido a una reclamación de derechos de autor por parte de Kevin McClory ante Albert Broccoli perdiendo McClory así la batalla legal.
En 2015 vuelve aparecer tras el reinicio de la saga en Spectre, interpretado por Christoph Waltz. Waltz retoma el papel de Blofeld en 2021 en No time to die, la última película de Craig como Bond, donde es el propio 007 quien, sin saberlo, le transmite unos nanobots que le causan la muerte.

## La verdad de Blofeld
Las diferentes actuaciones que se dan de Blofeld a lo largo de sus presentaciones tienen que ver con una descripción que hace Ian Fleming en la llamada "Trilogía Blofeld" de las novelas ("Thunderball", "Al Servicio Secreto de su Majestad" y "Solo se vive dos veces"). En "Thunderball", Blofeld es un hombre de unos noventa kilos, de apariencia cercana a Mussolini; y en las siguientes descripciones se hace referencia que ha perdido peso, tiene barba y cabello blanco. Esto haría entender que Blofeld es un genio criminal que oculta su verdadera personalidad para no ser detectado.

## Parodia
En la trilogía de las películas de Mike Myers, Austin Powers, el Doctor Evil, interpretado también por Mike Myers, es la parodia más conocida del personaje Ernst Stavro Blofeld, tanto en su forma de ser como de la mascota que siempre le caracteriza como acompañante, así como su peculiar calva.
EL famoso villano de Inspector Gadget, Doctor Claw, es una clara referencia a Blofeld, pues nunca se revela su rostro y se lo muestra siempre acariciando a un gato.
En la serie británica de animación Danger Mouse el villano principal, Barón Greenback, siempre aparece acariciando a su mascota, una oruga de pelo blanco, igual que lo hacía Blofeld con su gato. Además a menudo aparece sentado como era habitual en Blofeld.
El jefe del Team Rocket en la serie Pokémon, Giovanni, también es una referencia a Blofeld, ya que además de ser el líder de una organización criminal y estar acompañado de un gato como mascota, aparece siempre en las sombras y casi nunca se revela su rostro.
En el anime Dragon Ball, el líder del Ejército Red Ribbon también está basado en Blofeld, ya que durante los primeros episodios de la Saga Red Ribbon no se revela su rostro y solo se ven sus manos acariciando una especie de felino mutante. Además, los miembros de esa organización se identifican con colores en vez de por números como en SPECTRE, y la incompetencia es castigada con la muerte como en SPECTRE. La banda sonora en esa parte de la serie también tiene un ligero parecido con la música de las películas de 007. Sin embargo en el manga no aparecen estas coincidencias (salvo la identificación por colores y el castigo a la incompetencia con la muerte), por lo que parece ser que no fue idea de Akira Toriyama sino una invención del anime.
En el anime One Piece, la organización criminal dirigida por Crocodile, Baroque Works, está inspirada en SPECTRE, al ser una organización donde la identidad de su jefe permanece oculta y sus miembros están designados por números.
El líder de los Rubberrobos ("robots de goma") en el anime Medabot también solía aparecer de esa forma, y al final de la primera temporada se revela que su gato era quien lo asesoró en el desarrollo de sus artilugios pues el gato era en realidad el huésped del último sobreviviente de una civilización extinta (esto podría ser una referencia a la Teoría Unificadora de Blofeld, o no).